# Irresistibile
Irresistibile (Irresistible) è un film del 2020 scritto e diretto da Jon Stewart.

## Trama
Preso dalla disperazione dai risultati delle elezioni presidenziali del 2016, al veterano consulente della campagna del Partito Democratico Gary Zimmer viene mostrato un video virale del colonnello dei marine in pensione Jack Hastings che tiene un discorso in difesa della popolazione di immigrati privi di documenti della sua città natale di Deerlaken, nel Wisconsin. Calcolando che far eleggere Hastings come democratico alle imminenti elezioni presidenziali di Deerlaken lo aiuterà a convincere il popolo americano nel cuore a votare democratico alle prossime elezioni presidenziali, Zimmer si reca nel Wisconsin per convincere Hastings a candidarsi. Arrivato a Deerlaken, Gary sperimenta il vasto divario culturale tra la sua casa di Washington, DC e i manierismi e le convinzioni politiche più rurali dei cittadini.
Gary incontra presto Hastings e sua figlia Diana e presenta la sua idea. Hastings inizialmente rifiuta, considerandosi più un conservatore e non avendo un reale interesse per la politica, ma in seguito si arrende e accetta di candidarsi a condizione che Gary sia il suo manager della campagna. Hastings recluta i suoi amici e vicini come volontari per la campagna. Tuttavia, presto sorgono battute d'arresto come Wi-Fi limitato, xenofobia, conservatorismo sociale e il fatto che il sindaco in carica, Braun, sia finanziato dal Comitato nazionale repubblicano. L'RNC invia anche Faith Brewster, la nemesi di Gary, per contrastare Gary.
Mentre la gara si scalda, Gary porta Jack a New York City in modo che possano reclutare raccolte fondi per la campagna per eguagliare i soldi e le risorse di Faith. Jack fa un discorso potente ai possibili donatori su come ha bisogno del loro aiuto per la sua piccola città, che ispira Gary. Le loro donazioni consentono a Gary di aggiornare i propri metodi di campagna. Presto i sondaggi elettorali mostrano le due candidate testa a testa, anche se la campagna di Hastings fa un tuffo quando uno dei membri del team di Gary pubblicizza una piattaforma a favore della contraccezione a un gruppo di donne single che si rivelano suore. Quando Gary inizia a rimproverare i suoi compagni di squadra, Diana lo convince a scusarsi e che se ha intenzione di condurre la campagna di suo padre, deve essere gentile.
Quando inizia a sembrare che Faith e Braun stiano per vincere, Gary cerca di convincere Jack e Diana a giocare sporco e iniziare a sfruttare gli scheletri di Braun. Diana è inorridita dal fatto che Gary giochi sporco e va segretamente da Braun per un consiglio. I due decidono di rivelare segretamente uno scandalo più grande su Braun in modo che Gary non insegua il fratello di Braun, che era il suo piano originale. Lo scandalo, però, si rivela falso.
Il giorno delle elezioni nessuno vota, il che confonde sia Gary che Faith. Diventa subito chiaro che le elezioni erano in realtà una messa a punto. Diana rivela di essere stata la mente dell'intero piano, filmando il video del discorso sull'immigrazione di suo padre (che è stato accuratamente sceneggiato) in modo che Democratici e Repubblicani avrebbero versato migliaia di dollari nelle elezioni; la città ha tranquillamente travasato i soldi per superare i suoi problemi finanziari dovuti alla recente chiusura di una vicina base militare. Gary è scioccato dal fatto che Diana lo interpreti e Diana poi ribatte spiegando che la città non ha avuto altra scelta che incastrarlo perché i politici di Washington interpretano sempre piccole città come la loro senza fare nulla per aiutare quando i tempi sono difficili. Quando Gary rivela di provare dei sentimenti per Diana, lei lo rifiuta.
Più tardi, Diana diventa sindaco di Deerlaken dopo un'elezione speciale.

## Produzione
La produzione del film è iniziata il 22 aprile 2019.

## Promozione
Il primo trailer del film viene diffuso il 24 gennaio 2020.

## Distribuzione
La pellicola, inizialmente programmata nelle sale cinematografiche statunitensi a partire dal 29 maggio 2020, è stata distribuita on demand a partire dal 26 giugno 2020 a causa della pandemia di COVID-19.